# Bionic (utwór)
Bionic to piosenka electropopowa pochodząca z szóstego studyjnego albumu amerykańskiej wokalistki Christiny Aguilery pod tym samym tytułem (2010). Utwór napisany został przez Aguilerę, Kalennę Harper, Johna Hilla i Davida „Switcha” Taylora oraz wyprodukowany przez Hilla i Taylora. Z powodu wysokiej sprzedaży w systemie digital download, „Bionic” zadebiutował na pozycji #66 notowania Billboard Hot 100 w połowie czerwca 2010 roku, stając się tym samym pierwszym utworem Aguilery, który, choć niewydany jako singel, znalazł się w tym zestawieniu. Uplasował się także na innych listach przebojów, w USA i zagranicą.
Po raz pierwszy Christina Aguilera zaprezentowała piosenkę publiczności w trakcie gali MTV Movie Awards 2010 czerwcem 2010; jej występ był wydarzeniem wieczoru. „Bionic” uzyskał pozytywne recenzje krytyków, którzy uznali go za utwór efektownie inicjujący album pod tym tytułem oraz chwalili jego elektroniczny dźwięk i futurystyczny charakter.

## Informacje o utworze
Tekst piosenki dotyczy kroku postawionego w przyszłość, wejścia w „futurystyczny świat”, o którym śpiewa wokalistka. „Bionic”, na trackliście albumu pod tym samym tytułem zamieszczony pod #1, stanowi wprowadzenie w tematykę krążka, którego koncepcja mówi o „byciu supernaładowanym elektronicznie i podekscytowanym na myśl o przyszłości”. Według Christiny Aguilery, „'Bionic’ to początek swawolnej jazdy, którą słuchacz rozpoczyna umieszczając płytę w odtwarzaczu”. Jednym z autorów kompozycji jest David „Switch” Taylor, brytyjski didżej i inżynier dźwięku, znany z realizacji wysublimowanych piosenek na albumy wokalistki M.I.A. Sama M.I.A. nawiązała do piosenki, rapując w singlowym utworze Madonny „Give Me All Your Luvin'” (2012): „It’s super sonic, bionic, uranium hit; So I break 'em off tricks” (wykorzystała tym samym fragment wersu z „Bionic”).
W utworze „Bionic” Aguilera po raz pierwszy w swojej karierze korzysta z procesora dźwięku auto-tune. Gatunkowo kompozycja określana jest jako electropop, gromadzi w sobie też elementy electroclashu, natomiast produkcja korzysta z nurtu muzyki industrialowej i tribal house’u. Charakterystycznymi efektami dźwiękowymi zastosowanymi w „Bionic” są riffy stylizowane na kod Morse’a oraz echo, którego zjawisko powtarza się kilkukrotnie. Piosenkę nagrywano w pierwszym kwartale 2010 roku w Dreamland Studios i Mad Decent Mausoleum w Filadelfii w stanie Pensylwania oraz w dwóch pracowniach kalifornijskich: Dubsided w Los Angeles i The Red Lips Room, osobistym studio Christiny Aguilery w jej posiadłości w Beverly Hills. W ostatnim zarejestrowano wokale piosenkarki.
Okazała sprzedaż cyfrowa utworu w amerykańskich sklepach online przyczyniła się do osiągnięcia przez niego pozycji #39 w zestawieniu magazynu Billboard Hot Digital Songs oraz – co za tym idzie – miejsca #66 na innej, bardziej prestiżowej liście Billboardu, Hot 100. Na Billboard Hot 100 niesinglowa piosenka utrzymała swoją obecność jeden tydzień. W Stanach Zjednoczonych wyprzedano w sumie czterdzieści tysięcy cyfrowych egzemplarzy utworu. W Korei Południowej utwór zadebiutował na pozycji dwudziestej trzeciej listy stu najlepiej sprzedających się cyfrowo piosenek według Gaon Chart; kompozycja zajęła też miejsce drugie bliźniaczej listy w Indonezji. „Bionic” uplasował się także w dwóch południowo- oraz północnoamerykańskich notowaniach przebojów singlowych: w Ekwadorze (gdzie zajął miejsce trzydzieste piąte) oraz Nikaragui (miejsce dwudzieste siódme). Na świecie sprzedano około czterysta tysięcy cyfrowych kopii piosenki.

## Opinie
Piosenka znalazła się w wydanym przez czasopismo The Village Voice rankingu „Pazz & Jop”, wskazującym najlepsze kompozycje roku 2010. Pracujący dla Village Voice krytyk Andrew Strout uznał „Bionic” za jedno z dziesięciu najlepszych nagrań roku. Zdaniem redaktorów strony internetowej the-rockferry.onet.pl, „Bionic” to jedna z pięćdziesięciu najlepszych kompozycji nagranych przez Aguilerę w latach 1997–2010. W marcu 2014 serwis top50songs.org podał, że internauci uznają „Bionic” za jedną z dwudziestu najlepszych piosenek w karierze Aguilery.

### Recenzje
Utwór spotkał się w dużej mierze z korzystnymi opiniami krytyków muzycznych. Pamflecista związany ze stroną UnrealityShout.com wydał pozytywną recenzję: „Auto-tune, tracker typu retrigger, syntezatory, uproszczone teksty, bębny elektroniczne – wszystko to obecne jest w utworze otwierającym krążek Bionic. To prawdopodobnie jedna z najbardziej chwytliwych piosenek na albumie, z zastraszającymi zwrotkami i refrenem (...). Refren jest bez wątpienia najlepszą częścią kompozycji, a muzyka pasuje doskonale do jej tytułu oraz ogólnego nastroju”. Łukasz Mantiuk (unnami.eu) okrzyknął „Bionic” jako jedną z lepszych piosenek z albumu pod tym samym tytułem, chwaląc jej dynamiczność, futuryzm i nietuzinkowość. Theodore Tyberg, współpracujący z portalem internetowym PopSeeker.com, również uznał „Bionic” za piosenkę spektakularnie otwierającą album, „krzyczącą wręcz, że 'Christina wróciła'” (poprzedni album artystka wydała w 2006 – przyp.). Becky Bain (Idolator) napisała obszerną, pozytywną recenzję: „W istocie, utwór ledwo brzmi jak Christina (lub Xtina), którą poznawaliśmy przez lata. Brakuje tu potężnej skali i szerokiego wokalu (...), a artystka kieruje swoim głosem w taki sposób, że niektóre partie piosenki recytuje zamiast je śpiewać. Utwór prezentuje kilka nowych, przygodowych kierunków, które Christina, jak zapowiadała, pragnęła zaprezentować na kolejnym albumie. Co bardzo się nam podoba! ‘Bionic’ nie jest być może singlowym materiałem, ale jako kawałek wprowadzający w krążek, bierzemy go.” W ramach omówienia nowego albumu Aguilery, recenzent portalu MuuMuse.com Bradley Stern nazwał „Bionic” „doskonałym numerem”. Pamflecista czasopisma Daily Star wymienił utwór wśród najlepszych z albumu Bionic, a także podsumował go jako sprośny, inspirowany dubstepem oraz dokonaniami Rihanny i Santigold.
Opiniodawca pracujący dla ukmix.org zauważył, że piosenka zabarwiona jest muzyką ska. Jordan Richardson (blogcritics.com) okrzyknął „Bionic” electropopowym przebojem i docenił jego brzmienie jako „obiecujące”. Skrajnie pozytywną recenzję wydał jeden z użytkowników strony charts.org.nz, który napisał: „Wspaniale wyprodukowany utwór ‘Bionic’ – reprezentujący niemniej wspaniały, choć niedoceniony album pod tym samym tytułem – wpisuje się w konwencję obecnych na każdym kroku electropopowych trendów; to, co odróżnia go wszak od dziesiątek bezpłciowych, zabarwionych elektroniką numerów popowych artystów, to charyzmatyczna, futurystyczno-zabawowa natura. Bijące po uszach bity zachęcają do tańca, a nieskomplikowany tekst i groteskowy momentami efekt auto-tune nie tylko ciekawie komponują się na tle piosenki, ale wprowadzają w ironiczny nastrój... ‘Bionic’ to kosmiczna, ekscentryczna, dziwnie patetyczna perełka muzyczna”. Recenzent wycenił piosenkę na . W recenzji poszczególnych kompozycji z krążka Bionic autor strony musicaddiction2.com przyjął wobec piosenki mieszaną postawę: „Bum! Christina powraca z wielkim hukiem w ‘Bionic’, rhythmandbluesowo-elektroniczym kawałku, w którym pobrzmiewają silne wpływy pompatycznej perkusji i eksplodujących syntezatorów. Głos Aguilery jest mocno zmieniony vocoderem, głównie na początku utworu. Treść piosenki nie mówi o niczym specjalnym, w tym kawałku liczy się muzyka. ‘Bionic’ nie jest zły, nie jest dobry, ale i tak jest gorący”.

## Promocja i wykonania koncertowe
Aguilera zaprezentowała utwór „Bionic” oraz single „Not Myself Tonight” i „Woohoo” w trakcie gali MTV Movie Awards 2010 w Los Angeles, dnia 6 czerwca 2010 roku. Jej występ był jednym z najważniejszych wydarzeń wieczoru. Dwa dni później, 8 czerwca, podczas porannego magazynu telewizyjnej stacji NBC The Today Show, artystka wykonała między innymi piosenkę „Bionic” w ramach promocji swojego szóstego albumu. Podobnie, 13 czerwca, w programie VH1 Storytellers, odśpiewała „Bionic” oraz kilka swych największych przebojów. Spośród koncertów z największą aprobatą spotkał się występ na MTV Movie Awards. Wokalistka, ubrana w kostium inkrustowany diamentami, rozpoczęła show siedząc w lśniącym tronie i zaczynając rapować wersy pierwszej zwrotki „Bionic”. Następnie pojawiła się w centrum sceny, gdzie – otoczona tancerzami – wykonała układ choreograficzny wśród migających laserowych świateł. Występ Aguilery skupił na sobie uwagę szeregu serwisów internetowych, których redaktorzy chwalili show jako energiczne, szalone i dobrze opracowane.

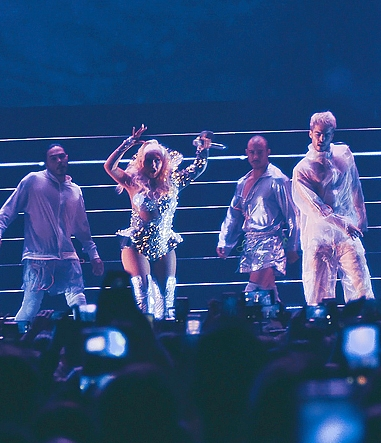
Aguilera podczas europejskiego tournée The X Tour (2019). Utwory „Bionic” i „Your Body” otwierały koncerty z tej trasy.

31 października 2010 piosenkarka dała halloweenowy koncert w San Diego. Zaśpiewała dziesięć utworów, między innymi singel „Not Myself Tonight”, cover „At Last” z repertuaru Etty James oraz „Bionic”. 22 lipca 2011 odbył się prywatny koncert dla firmy Microsoft. Wokalistka była jednym z gości muzycznych, a na scenie zaśpiewała „Bionic”. Aguilera miała wystąpić z piosenką „Bionic” podczas festiwalu muzycznego Twin Towers Alive w Petronas Towers w Kuala Lumpurze dnia 28 marca 2014. Koncert został odwołany z powodu katastrofy lotu Malaysia Airlines 370. Mimo to, odbył się występ Aguilery przed prywatną publicznością. Artystka wykonała piętnaście piosenek, wśród nich „Bionic”. 27 lipca 2015 wokalistka dała koncert podczas prywatnej imprezy Cisco Rocks, organizowanej przez firmę Cisco Systems. Przed publicznością wykonała między innymi „Bionic”. 28 maja 2016 występ artystki przed dwustutysięczną widownią, inaugurowany remiksem singla „Your Body” oraz fragmentem „Bionic”, zamknął marokański festiwal muzyczny Mawazine. Dwa miesiące później, 30 lipca, Aguilera zaśpiewała utwór na koncercie inaugurującym otwarcie hali widowiskowej Black Sea Arena w Gruzji.
Piosenka wykonywana była podczas trasy koncertowej The Liberation Tour (2018) oraz rezydentury The Xperience (2019). Latem 2019 roku Aguilera ruszyła w europejską trasę The X Tour, obejmującą między innymi Holandię, Francję i Niemcy. „Bionic” był utworem, który rozpoczynał kolejne koncerty.

## Remiksy utworu
- Brian Cua Circuitry Remix – 7:03
- Marcos Hard Mix 2010 – 3:55
- Nadastrom Remix (nieopublikowany)[49]

## Twórcy
- Główne wokale: Christina Aguilera
- Producent: John Hill, Dave „Switch” Taylor
- Autor: Christina Aguilera, Kalenna Harper, John Hill, Dave „Switch” Taylor
- Dowodzący instrumentami: John Hill, Dave „Switch” Taylor
- Mixer: Dave „Switch” Taylor, Dan Carey
- Nagrywanie: Alex Leader, Eli Walker, Mr. Dan’s
- Nagrywanie wokalu: Oscar Ramirez
- Asystent inżyniera dźwięku: Alexis Smith, Subskrpt

## Pozycje na listach przebojów
| Kraj              | Notowanie (2010)       | Wydawca    | Najwyższa pozycja |
| ----------------- | ---------------------- | ---------- | ----------------- |
| Ekwador           | Official Singles Chart | IFPI       | 35                |
| Indonezja         | Top Digital Songs      | LIMA       | 2                 |
| Korea Południowa  | Top 100 Digital Songs  | Gaon Chart | 23                |
| Nikaragua         | Official Singles Chart | IFPI       | 27                |
| Stany Zjednoczone | Billboard Hot 100      | Billboard  | 66                |
| Stany Zjednoczone | Hot Digital Songs      | Billboard  | 39                |